# بينيتو جيرونيمو فيخو إي مونتينيغرو
بينيتو جيرونيمو فيخو إي مونتينيغرو (بالإسبانية: Benito Jerónimo Feijoo y Montenegro)‏ (النطق بالإسبانية:[beˈnito xeˈɾonimo feiˈxoo]؛ 8 أكتوبر 1676 - 26 سبتمبر 1764) كان راهبًا وعالمًا إسبانيًا قاد عصر التنوير في إسبانيا. لقد كان ناشرًا شهيرًا مشهورًا بتشجيعه للفكر العلمي والتجريبي في محاولة لفضح الأساطير والخرافات.

## روابط خارجية
- بينيتو جيرونيمو فيخو إي مونتينيغرو على موقع الموسوعة البريطانية (الإنجليزية)